# Février 1942 (guerre mondiale)
Chronologie de la Seconde Guerre mondiale
Janvier 1942 - Février 1942 -  Mars 1942
- En février : 
  - Fondation de Ceux de la Résistance (CDLR).

- 1er février : 
  - Proclamation officielle du gouvernement collaborateur norvégien par Vidkun Quisling.

- 9 février :
  - La Regia Aeronautica italienne bombarde le port d'Alexandrie[1]
  - Deux divisions japonaises débarquent sur l'île de Singapour et établissent une solide tête de pont[1].

- 11 février :
  - Rencontre entre Franco et Salazar en Espagne. Les deux dictateurs réaffirment la neutralité de leurs pays[1].
  - Défilé de la Ligue pour la défense du Canada à Montréal contre la conscription, la manifestation dégénère en émeute[1].
  - Départ des croiseurs allemands Scharnhorst, Gneisenau et Prinz Eugen, du port de Brest pour un repli en mer du Nord (opération Cerberus).

- 12 février :
  - Nehru déclare que l'Inde n’acceptera jamais de se retrouver sous souveraineté allemande ou japonaise.

- 13 février :
  - L'opération Seelöwe, le projet d'invasion allemande de l'Angleterre, est officiellement abandonnée[1].
  - Fin de l'opération Cerberus : les trois croiseurs allemands et leur escorte arrivent à Willemshaven. Seul, le Scharnhorst, durement touché par deux mines, sera immobilisé trois mois.

- 14 février :
  - En Pologne, l'Union de la lutte armée ZWZ est transformée en Armée de l'Intérieur AK dont le commandement est confié au général Stefan Rowecki dit Grot.

- 15 février : 
  - Capitulation de la colonie britannique de Singapour devant l'armée japonaise.
  - Opération parachutiste japonaise commandée par le colonel Seiichi Kume, qui s'empare des puits de pétrole de Palembamg dans l'île de Sumatra[1].

- 20 février : 
  - Les Japonais débarquent sur l’île de Timor. Début de la bataille de Timor.
  - Évacuation de Corregidor vers l'Australie par un sous-marin américain du président philippin Quezon[1].
  - Le gouvernement américain prête un milliard de dollars à l'Union soviétique[1].

- 21 février :
  - Échec de l'attentat contre Jacques Doriot et Marcel Déat au Lido à Paris[1].

- 22 février :
  - Arthur Harris est nommé Air Marshal et prend le commandement du Bomber Command[1].

- 23 février
  - Le sous-marin japonais I-17 tire des obus sur Goleta, près de Santa-Barbara en Californie, tentant d'atteindre des réservoirs de carburant. C'est la première attaque du territoire continental américain depuis la guerre de 1812[1].
  - Sept membres du réseau de résistance du musée de l'Homme, dont Boris Vildé et Anatole Lewitsky, sont fusillés au mont Valérien[1].
  - Le croiseur lourd allemand Prinz Eugen est gravement endommagé par une torpille tirée par le sous-marin britannique HMS Trident[1].

- 24 février
  - 95 000 soldats allemands sont encerclés dans la poche de Demiansk par les troupes soviétiques. La Luftwaffe les ravitaillera jusqu'à leur dégagement en avril[1].

- 26 février
  - L'ambassadeur soviétique à Washington, Maxime Litvinov, demande l'ouverture d'un second front en Europe[1].
  - La RAF endommage le croiseur de bataille allemand Gneisenau[1].

- 27 février :
  - Bataille de Java
  - L'aviation japonaise attaque les îles Andaman[1].
  - Le croiseur lourd britannique HMS Exeter est gravement endommagé par la marine japonaise[1]..

- 28 février :
  - Le croiseur USS Houston et le croiseur australien HMAS Perth sont coulés par des navires japonais en baie de Banten à Java lors de la bataille du détroit de la Sonde[1].